# Moßbach
Moßbach é um município da Alemanha localizado no distrito de Saale-Orla, estado de Turíngia.
Pertence ao Verwaltungsgemeinschaft de Seenplatte.

## Demografia
Evolução da população (31 de dezembro):
| - 1994 – 460 - 1995 – 450 - 1996 – 453 - 1997 – 473 | - 1998 – 464 - 1999 – 453 - 2000 – 444 - 2001 – 441 | - 2002 – 441 - 2003 – 443 - 2004 – 439 - 2005 – 439 |

Fonte: Thüringer Landesamt für Statistik